# Thomas Anschütz
Thomas Anschütz (* 22. September 1954 in Sinn, Hessen) ist ein deutscher Maler und Fotograf. Bekannt wurde er vor allem durch seine Fotografien, jedoch schuf er auch Ölgemälde und gestaltete größere Projekte wie Wandmalereien.

## Leben
Thomas Anschütz studierte von 1975 bis 1981 an der Kunsthochschule Kassel und der Hochschule für bildende Künste Hamburg. Bis 1990 lebte er in New York City.
Ab 2007 war Anschütz Dozent an der Neuen Schule für Fotografie in Berlin.

## Ausstellungen
- 1979: Kunsthaus Hamburg
- 1980: Photographers’ Gallery, London
- 1981: Musee d’art et d’histoire Fribourg
- 1981: PPS-Galerie, Hamburg
- 1981: Fine Art Photography Exposition, NYC
- 1983: Koninklijke Akademie voor schone Kunsten, Ghent
- 1983: Cultureel Centrum, Hasselt
- 1983: HetWapenschild, Antwerpen
- 1983: Arts Council, Trondheim, Bergen, Oslo
- 1983: „Allemagne Annees 80“, Quimper
- 1984: „La Photographie Creative“, Bibliothèque nationale de France, Paris
- 1988: „Westwall“, New York City
- 1990: „Westwall 2“, New York City
- 1997: Galerie Claudia Böer, Hannover
- 1997: „La Photographie au présent“, Bibliothèque nationale de France, Paris
- 1998: Galerie Marianne Grob, Berlin / Luzern
- 1999: Staatliche Kunsthalle Baden-Baden
- 2000: Bielefelder Kunstverein
- 2001: Galerie Marianne Grob, Berlin
- 2001: Museum für Photographie Braunschweig
- 2002: Stadtmuseum Münster
- 2002: „German art photography since 1945“, Goethe-Institut Singapur
- 2004: „The Heiting Collection“, Museum of Fine Arts Houston
- 2005: „Contemporary American Photography“, Fototage Mannheim
- 2006: Galerie Grashey, Konstanz
- 2014: Kulturhaus Osterfeld, Pforzheim, Ausstellung „Sankt“
- 2015: Haus am Kleistpark, Berlin, Ausstellung „Prado 250“
- 2022: Alfred-Ehrhard-Stiftung, Berlin, Ausstellung „naturstrukturabstrakt“[2]